# Diego Valverde Villena

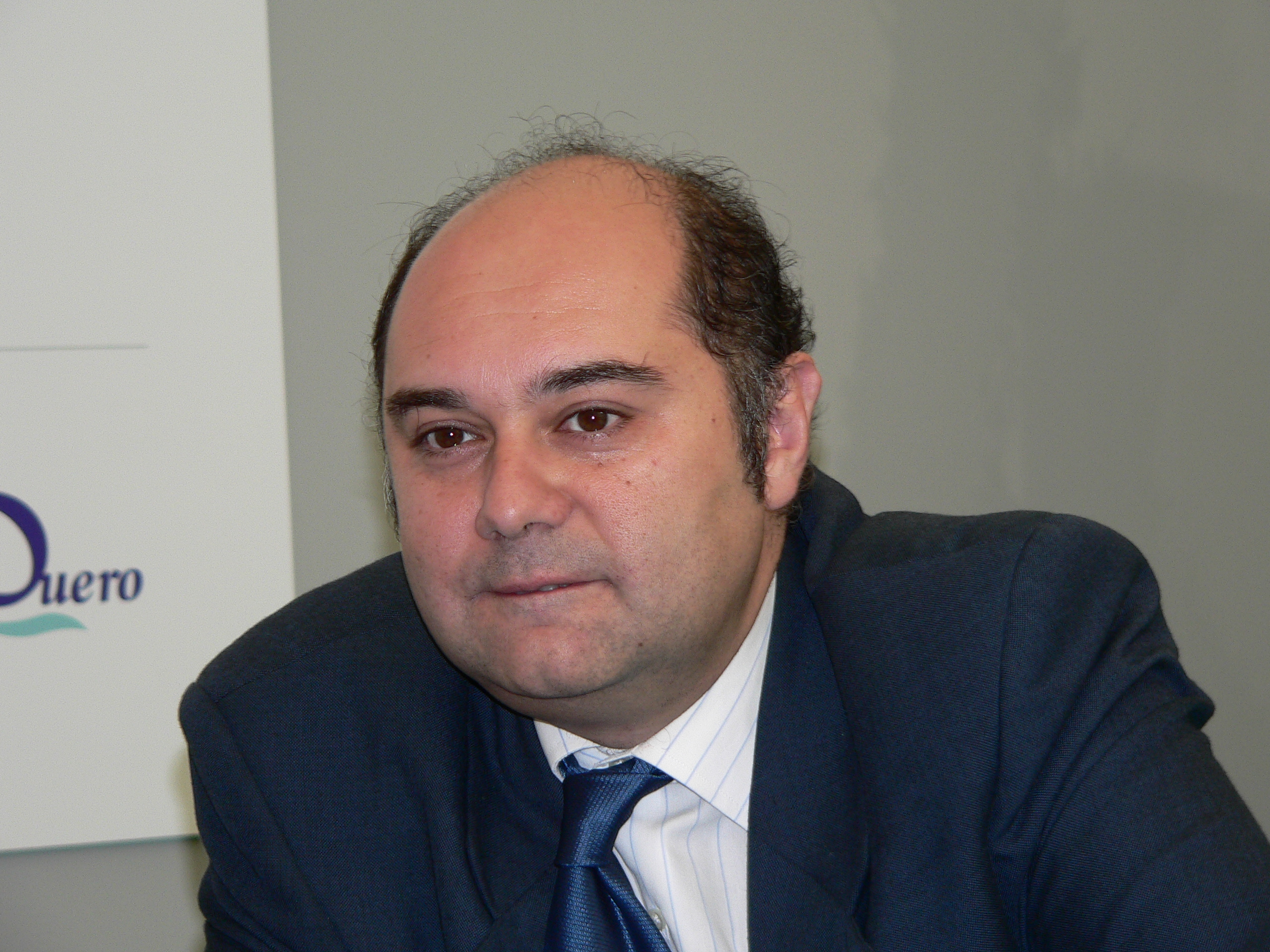
Diego Valverde Villena

Diego Valverde Villena (Lima, 6 de abril de 1967) é um poeta, ensaísta e tradutor espanhol, boliviano e peruano.
Licenciou-se em Filologia Espanhola, Filologia Inglesa e Filologia Alemã pela Universidade de Valladolid. Tem estudos de doutorado em Literatura Inglesa na Universidade de Oxford, na Universidade de Heidelberg, na Universidade de Tubinga, na Universidade de Chicago e na Universidade Complutense de Madrid.